# République cisalpine
1797–1799
1800–1802
Entités précédentes :
- Républiques sœurs de la République française : 
-  République cispadane (Bologne)
-  République transpadane (Milan)
- Saint-Empire :
-  Duché de Mantoue
-  Novare
-  Valteline
- République de Venise

Entités suivantes :
- République italienne (sœur avec la  République française)

La République cisalpine est un État créé le 27 juin 1797 par Napoléon Bonaparte, une « république sœur » résultant de la fusion des républiques cispadane et transpadane qu'il avait établies en 1796. Le 26 janvier 1802, elle prend le nom de République italienne.
Le 17 mars 1805, elle est transformée en royaume d'Italie, dont le roi est Napoléon lui-même.

## La Première République

### Histoire
Après avoir vaincu les Autrichiens et les Sardes et leur avoir imposé à la paix de Cherasco (28 avril 1796), Napoléon Bonaparte remodèle de sa propre autorité l'organisation politique de l'Italie du Nord. Il crée la République transpadane au nord du Pô et la République cispadane au sud.
Le 29 juin 1797, ces deux républiques sont réunies pour donner naissance à la République cisalpine, à laquelle viennent s'ajouter Brescia, le duché de Mantoue, Ferrare et la Romagne. Enfin, le 22 octobre 1797, lui sont réunis les territoires de la Valteline et des comtés de Chiavenna et Bormio, qui, le 19 juin, ont fait sécession des Ligues grisonnes, alliées des cantons suisses.
Un traité signé le 21 février 1798 impose à la république l'entretien d'une armée française de 25 000 hommes, d'une armée nationale de 22 000 hommes et le versement de 18 millions.
La République cisalpine est reconnue par l'Autriche au traité de Campo-Formio (17 octobre 1797) ; en échange, l'Autriche obtient ce qu'il reste de la république de Venise.
La République cisalpine disparaît au printemps 1799 lorsque Milan est reprise par les Austro-Russes le 29 avril.

### Institutions
La République cisalpine, dont la capitale est Milan, est dirigée selon le modèle français par un directoire de cinq membres assisté d'un Grand Conseil. C'est en fait une émanation pure et simple de Napoléon Bonaparte. La constitution est adoptée le 8 juillet 1797.
Le calendrier républicain utilisé en France devient le calendrier officiel.
Le territoire est divisé en départements dans lesquels sont élus des juges de paix et des magistrats. Les électeurs, un habitant sur 200, élisent deux conseils : celui des Anciens (Seniori) et celui des Juniors (Giuniori). Le premier est composé de 40 à 60 membres et a pour rôle l'approbation des lois et de promouvoir d'éventuelles variations de la charte constitutionnelle. Le second est formé de 50 à 120 membres et a la fonction de proposer les lois. Les actes communs que réalisent les conseils sont l'approbation des traités, le choix d'un directoire et la détermination de contributions.
Le directoire est formé de cinq ministres et représente le pouvoir exécutif. L'autorité suprême reste au commandant des troupes françaises en Lombardie.
La tête du directoire est occupée par des hommes politiques locaux comme le duc Gian Galeazzo Serbelloni et Francesco Melzi d'Eril, alors que dans le corps législatif sont nommés des personnages célèbres comme les hommes de lettres Pietro Verri et Giuseppe Parini et des scientifiques comme Alessandro Volta et Lorenzo Mascheroni.

### Le traité d'alliance avec la France
Formellement, la République cisalpine est un État indépendant allié à la France, mais le traité d'alliance établit sa dépendance vis-à-vis de la France.
La France détient le contrôle de la police et établit une garnison de 25 000 hommes dont la charge financière est assumée par la République cisalpine, laquelle doit former, équiper et maintenir sa propre force armée de 33 000 qui participera aux campagnes napoléoniennes.
Le 4 mars 1798, le directoire cisalpin présente le traité au conseil des Juniors pour la ratification. Le conseil, nettement défavorable au texte proposé, temporise plusieurs jours mais, à la suite des menaces du général Berthier, il finit par l'approuver. La réaction du conseil des Seniors est très différente : tout en exprimant sa profonde gratitude à la France, il refuse cependant le traité, estimant que le nouvel État n'est pas en mesure de faire face aux dépenses imposées. Cette position déclenche la colère des chefs de l'armée française et du Directoire ; les Seniors sont accusés de tenir des discours séditieux et le général Berthier menace d'imposer un gouvernement militaire. Il est remplacé par le général Brune qui, à peine arrivé, destitue plusieurs Juniors et Seniors et obtient la ratification du traité le 8 juin 1798.

### Territoire et économie
Le territoire de la République, dans sa taille étendue maximum, se compose de l'ancien duché de Milan (ex-République transpadane), du duché de Modène et de Reggio, de Bologne, Ferrare et Ravenne (ex-légations pontificales), des principautés de Massa et Carrare, du territoire de Mantoue et des territoires compris entre l'Adda et l'Adige, parmi lesquels Vérone et Rovigo, et la Valtellina.
L'État, divisé en 20 départements, s'étend en 1797 sur une superficie de 42 500 km², habitée par une population de 3 240 000 habitants. La capitale est Milan, qui est le centre le plus important et le plus peuplé (environ 124 000 habitants en 1765). Le pays est économiquement prospère malgré les spoliations des occupants durant les siècles antérieurs et l'économie est basée sur une agriculture de type céréalier avec une forte présence de sériciculture et de zootechnie. L'activité artisanale traditionnelle est solide et le développement de l'industrie soyeuse, florissante.

### Les rapports avec la Suisse
Les rapports avec la Confédération suisse sont difficiles en raison des prétentions hégémoniques de la République cisalpine qui souhaite unir en un seul État les populations de langue italienne. Son objectif est d'annexer les territoires suisses du sud des Alpes. Cela conduit à l'occupation de Campione d'Italia et à l'annexion de la Valteline. Un coup de main pour tenter d'annexer Lugano est tenté en 1797, mais avec la création de la République helvétique les prétentions se réduisent à des tentatives d'occupation du district de Mendrisio.

## La Seconde République

### Le retour de l'Autriche (1799-1800)
Au cours de la deuxième campagne d'Italie, la République cisalpine est dissoute après la défaite du général Moreau à Cassano d'Adda par les armées austro-russes de la Deuxième Coalition. La coalition entre dans Milan le 28 avril 1799 et le gouvernement autrichien est rétabli pendant un an.

### Le rétablissement du régime républicain (1800-1802)
Après la victoire de Marengo (14 juin 1800), la République cisalpine est restaurée, diminuée de la région de Pesaro, restée au pape, mais augmentée le 7 septembre 1800 du Novarais, détaché du Piémont. Le traité de Lunéville (9 février 1801) fixe sa frontière orientale sur l'Adige, avec la totalité de la ville de Vérone.
Au cours de cette période, trois gouvernements se succèdent :
- Comité de gouvernement provisoire (29 avril 1800 - 21 juin 1800) :
  - Giovanni Battista Sommariva ;
  - Francesco Ajmi Visconti ;
  - Sigismondo Ruga.
- Commission de gouvernement extraordinaire (21 juin 1800 - septembre 1800) :
  - Francesco Melzi d'Eril ;
  - Antonio Aldini ;
  - Giovanni Battista Sommariva ;
  - Sigismondo Ruga ;
  - Francesco Ajmi Visconti ;
  - Giovanni Paradisi ;
  - Raffaele Arauco ;
  - Giulio Cesare Bargnani ;
  - Ambrogio Birago.
- Comité exécutif de la commission de gouvernement extraordinaire (septembre 1800 - 26 janvier 1802) :
  - Giovanni Battista Sommariva ;
  - Francesco Ajmi Visconti ;
  - Sigismondo Ruga.

### La fin de la République (1802-1805)

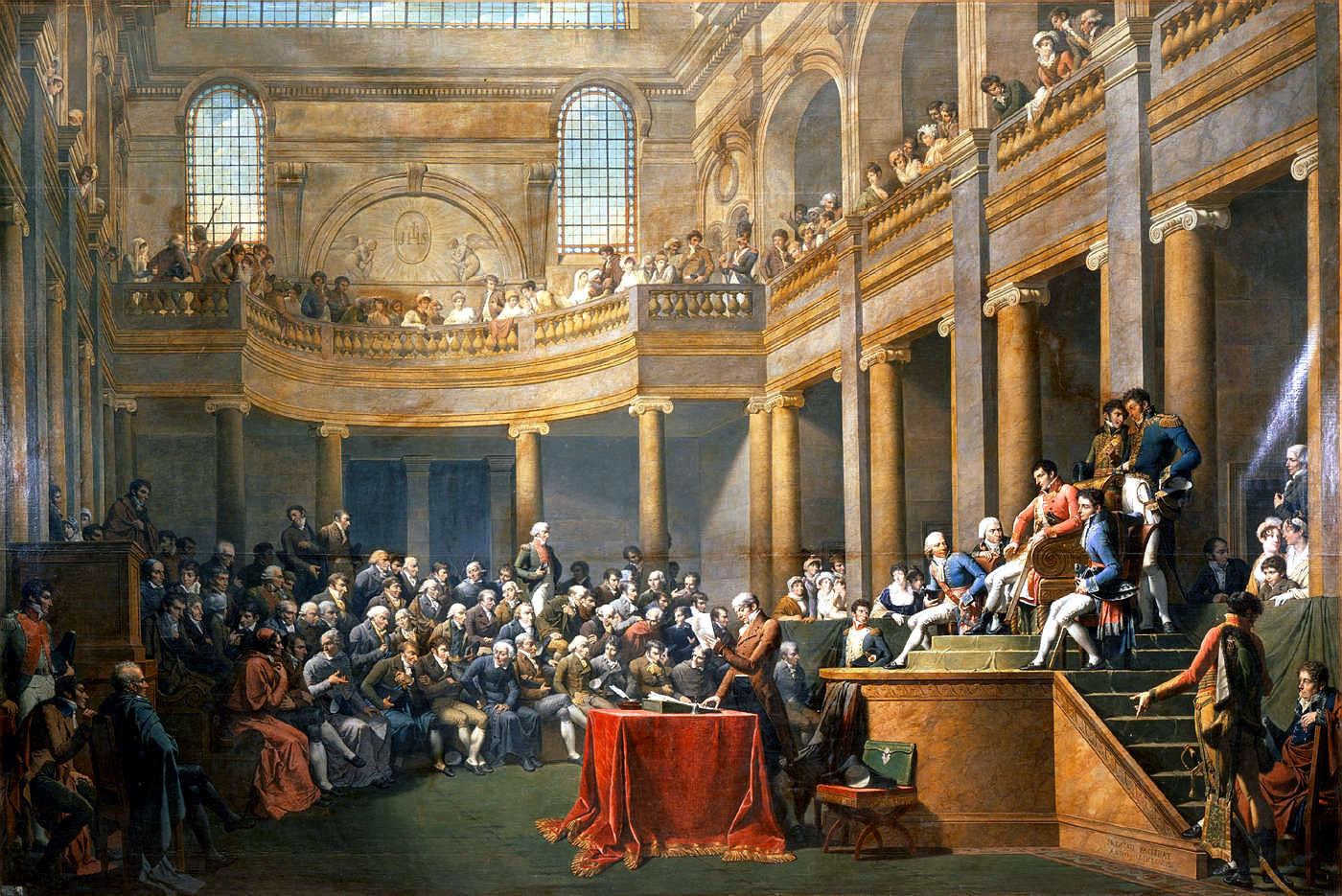
26 janvier 1802,
La Consulte de la République cisalpine réunie en comices à Lyon pour décerner la présidence au Premier consul,
Nicolas-André Monsiau, 1806-08.

La République cisalpine est renommée République italienne le 26 janvier 1802. Bonaparte se fait proclamer président à la consulte de Lyon, avec Francesco Melzi d'Eril comme vice-président.
L'objectif de Melzi est de se libérer de la présence napoléonienne, d'obtenir la pleine indépendance et d'unir la péninsule sous un État unique. Le gouvernement de Melzi se propose de créer une administration moderne et une armée nationale ; dans ce but la conscription obligatoire est introduite, mais très mal accueillie par la population.
Melzi d'Eril est entouré d'hommes capables et fidèles comme Ferdinando Marescalchi, Giuseppe Prina et Alessandro Trivulzio, mais il doit subir les attaques de Joachim Murat, qui commande l'armée française en Italie et fait tout pour le discréditer auprès de Napoléon.
La Cisalpine espère alors s'agrandir à l'ouest, du côté du Piémont et du duché de Parme, Plaisance et Guastalla. Le Premier consul en décide autrement et décrète l'annexion à la France du Piémont (11 septembre 1802) et de Parme (9 octobre), puis du Latium, de l'Ombrie et de la côte tyrrhénienne.

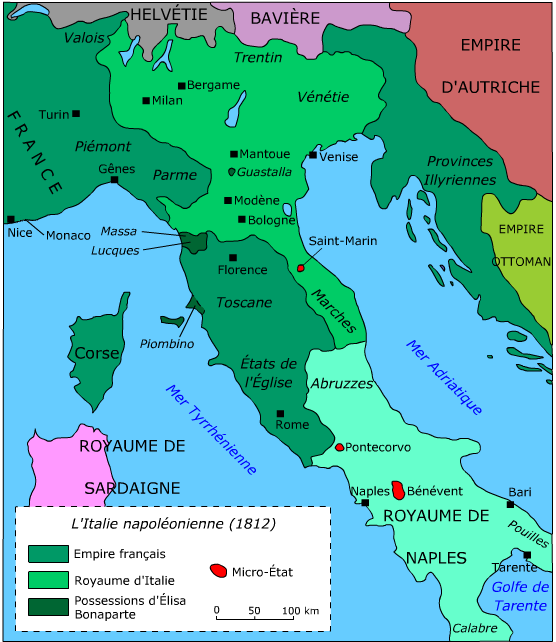
Carte politique de l'Italie en 1812.

La vie brève de la République italienne se termine trois ans plus tard, le 18 mars 1805, lorsque Napoléon, devenu empereur, proclame le royaume d'Italie, dont il devient roi, avec Eugène de Beauharnais comme vice-roi.
Le royaume subsiste jusqu'à la fin avril 1814, Eugène de Beauharnais renonçant alors à succéder à une couronne que Napoléon a abdiquée quelques semaines plus tôt.

## Personnel politique

### Membres du Directoire
29 juin 1797 - 31 août 1798 - Ier directoire
- Duc Gian Galeazzo Serbelloni (jusqu'au 13 novembre 1797) (1744-1802)
- Giovanni Battista Savoldi (à partir du 13 novembre 1797)
- Marco Alessandri (1er mandat) (1755-1830)
- Pietro Moscati (jusqu'au 16 avril 1798) (1739-1824)
- Giacomo Lamberti (1er mandat) (à partir de 16 avril 1798)
- Giovanni Paradisi (jusqu'au 16 avril 1798) (1760-1826)
- Carlo Testi (à partir du 16 avril 1798)
- Giovanni Costabili Containi (1756-1841)

31 août 1798 - 14 décembre 1798 - IIe directoire
- Girolamo Adelasio (1er mandat) (jusqu'au 17 octobre 1798)
- Antonio Sabbati (à partir de 17 octobre 1798)
- Marco Alessandri (2e mandat)
- Giacomo Lamberti (2e mandat)
- Giuseppe Luosi (1er mandat) (1755-1830) (jusqu'au 17 octobre 1798)
- Antonio Smancini (à partir de 17 octobre 1798)
- Fedele Sopransi (1er mandat) (jusqu'au 17 octobre 1798)
- Vincenzo Brunetti (17 octobre 1798)

14 décembre 1798 - 29 avril 1799 - IIIe directoire
- Girolamo Adelasio (2e mandat)
- Marco Alessandri (3e mandat) (jusqu'en mars 1799)
- Ferdinando Marescalchi (1764-1816) (à partir de mars 1799)
- Giacomo Lamberti (3e mandat) (jusqu'en mars 1799)
- Fedele Vertemate Franchi (à partir de mars 1799)
- Giuseppe Luosi (2e mandat)
- Fedele Sopransi (2e mandat)

### Ministres
- Ministre des Relations extérieures :
  - 1800-1802 : Francesco Pancaldi
- Ministre de l'Intérieur :
  - 1800-1802 : Francesco Pancaldi
    - Secrétaires généraux :
      - Giuseppe Rapazzini
      - Michele Vismara
      - Giovanni Tamassia
      - Paolo de Capitani
- Ministre de la Justice :
  - 1797 : Giuseppe Luosi
  - 1800 : Antonio Smancini
  - 1801-1805 : Giovanni Bonaventura Spannocchi
  - Directeurs généraux :
    - Giovanni Ristori
    - Cristoforo Riva
    - Andrea Bellerio

  - Président du bureau fiscal :
    - Giovanni Battista Bazzetta
- Ministre de la Guerre et de la Marine :
  - 1800 : Giovanni Battista Bianchi d'Adda
  - 1800-1801 : Pietro Domenico Polfranceschi
  - 1801 : Pietro Teulié
  - 1801 : Giovanni Tordorò, par intérim
  - 1801-1804 : Alessandro Trivulzio

- - 1804-1805 : Domenico Pino

- Ministre des Finances :
  - 1800-1802 : Ambrogio Soldini
    - Directeur général des Postes :
      - 1801 : Pavesi

Sourcewww.lombardiabeniculturali.it

## Personnel diplomatique

### Ambassadeurs français à Milan
- Claude-Joseph Trouvé
- Joseph Fouché
- François Rivaud, le 3 frimaire an VII

### Ambassadeurs de la République cisalpine à Paris
- Gian Galeazzo Serbelloni
- Ferdinando Marescalchi

## Le drapeau
La République cisalpine hérite des couleurs de la République cispadane, ce sont les mêmes couleurs que celles de l'actuelle République italienne, née de l'onde des idées jacobines et napoléonienne qui venaient de France.
Les drapeaux de ces républiques sont conservés au Museo del Tricolore de Reggio d'Émilie.

Drapeau de la République cisalpine (1797-1802).
Drapeau de la République italienne (1802-1805).
Drapeau du royaume d'Italie (1805-1814).

Le drapeau de la République cisalpine a été modifié pendant la République italienne de 1802, parce que trop semblable au drapeau français et trop révolutionnaire.

## Personnalités
- Alphonse Joseph Constant Bourelle de Sivry, né à Milan le 17 mars 1799, maire de Campénéac en France, de mai 1832 à novembre 1833, conseiller général, député de 1831 à 1842, sénateur de 1854 à 1862.